# Vaifanua County
Vaifanua County är ett county i Amerikanska Samoa (USA).   Det ligger i distriktet Östra distriktet, i den västra delen av landet, 13 km öster om huvudstaden Pago Pago.